# Centre Jean Pépin
Das Centre Jean Pépin ist eine 1969 von Jean Pépin unter der Bezeichnung „Histoire des doctrines de la fin de l’Antiquité et du haut Moyen âge“ (UPR 76) gegründete Forschungseinrichtung des französischen Centre national de la recherche scientifique (UMR 8230). Sie ist in Villejuif südlich von Paris gelegen.
Ursprünglich der spätantiken Philosophie und dem Neuplatonismus gewidmet, ist das Centre um zwei Themenbereiche erweitert worden, 2005 um den Bereich Theorien und Geschichte der Ästhetik, des Technischen und der Künste und 2007 um den Bereich Arabische Philosophie: Innovationen, griechisches und syrisches Erbe, lateinisches Nachleben. 
Im Detail arbeiten die etwa 20 Forscher des Centre zu vier Bereichen: 1. Geschichte der Philosophie vom Ende der Antike bis zum Hochmittelalter, mit zwei Abteilungen: Tiziano Dorandi leitet die Gruppe zu der Schrift Über die Nymphengrotte in der Odyssee des Porphyrios, Gwenaëlle Aubry und Luc Brisson die zu den Elementen der Theologie des Proklos; 2. Maroun Aouad leitet die neu hinzugekommene Gruppe zur arabischen Philosophie; 3. Pierre Caye und S. Trottein leiten die neu hinzugekommene Gruppe zur Ästhetik; und 4. C. Bacalexi und J. Giovacchini leiten die Arbeitsstelle L’Année philologique, die seit 1992 dem Centre zugeordnet ist. Daneben verfolgen die Forscher auch jeweils eigene Projekte. Das Centre wurde von Jean Pépin bis 1986 geleitet; gegenwärtig ist Pierre Caye sein Leiter. 